# 小澤保知
小澤 保知（おざわ やすとも、1919年8月24日 - 2009年12月21日）は、日本の工学者。工学博士（北海道大学）。専門は電気工学。北海道大学名誉教授・元北海道自動車短期大学学長。北海道空知郡岩見沢町（現・岩見沢市）出身。

## 略歴
- 1942年（昭和17年）北海道帝国大学工学部電気工学科卒業後、日本陸軍技術研究所員
- 1946年（昭和21年）北海道帝国大学応用電気研究所専任講師
- 1948年（昭和23年）北海道大学応用電気研究所助教授
- 1952年（昭和27年）ロンドン王立理工科大学客員研究員
- 1958年（昭和33年）北海道大学工学部教授
- 1984年（昭和59年）北海道大学停年退官。同名誉教授。北海道工業大学工学部教授
- 1985年（昭和60年）北海道自動車短期大学学長
- 1998年（平成10年）北海道自動車短期大学退職

## 受賞歴
- 1995年（平成7年）勲二等瑞宝章
- 2009年（平成21年）正四位

## 著書
- 『電磁気学』（朝倉書店、1974年）
- 『原子工学の基礎』（成田正邦と共著、現代工学社、2001年）